# Liste der Biografien/Blac
Liste der Biografien |
Portal Biografien |
Personensuche
# |
A |
B |
C |
D |
E |
F |
G |
H |
I |
J |
K |
L |
M |
N |
O |
P |
Q |
R |
S |
T |
U |
V |
W |
X |
Y |
Z |
?
 
Ba |
Be |
Bd |
Bg |
Bh |
Bi |
Bj |
Bl |
Bm |
Bn |
Bo |
Br |
Bs |
Bu |
Bw |
By |
Bz
 
Bla |
Ble |
Bli |
Blj |
Blk |
Bll |
Blo |
Blu |
Bly
 
Blaa |
Blab |
Blac |
Blad |
Blae |
Blaf |
Blag |
Blah |
Blai |
Blaj |
Blak |
Blal |
Blam |
Blan |
Blaq |
Blar |
Blas |
Blat |
Blau |
Blav |
Blaw |
Blax |
Blay |
Blaz
Die Liste der Biografien führt alle Personen auf, die in der deutschsprachigen Wikipedia einen Artikel haben. Dieses ist eine Teilliste mit 399 Einträgen von Personen, deren Namen mit den Buchstaben „Blac“ beginnt.

## Blac

### Blaca
- Blacas d’Aulps, Pierre-Louis de (1771–1839), französischer Staatsmann und Diplomat

### Blacc
- Blacc, Aloe (* 1979), US-amerikanischer SoulmusikerAloe Blacc (* 1979)

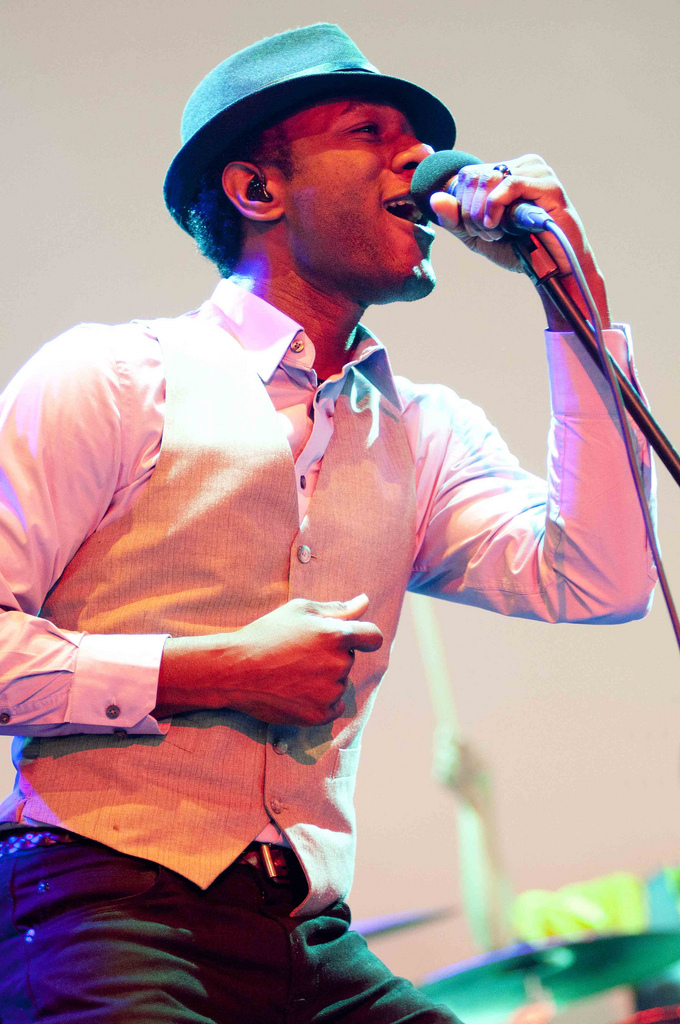
Aloe Blacc (* 1979)

### Blach
- Blach Lavrsen, Helena (* 1963), dänische Curlerin
- Blach, Ejvind (1895–1972), dänischer Hockeyspieler
- Blach, Erich (1907–1979), deutscher Schriftsteller
- Blach, Karl (1929–1976), österreichischer Bergsteiger
- Blach, Svend (1893–1979), dänischer Hockeyspieler
- Błach, Wiesław (* 1962), polnischer Judoka
- Blacha, Anja (* 1990), deutsche Ausdauer- und Extremsportlerin
- Błacha, Arkadiusz (* 1971), polnischer Handballspieler und Handballtrainer
- Blacha, Carl Friedrich von, preußischer Landrat
- Blacha, David (* 1990), polnischer Fußballspieler
- Blacha, Franz von (1728–1797), preußischer Landrat
- Blacha, Kathrin (* 1970), deutsche Handballspielerin und -trainerin
- Blache, Christian (1838–1920), dänischer Marinemaler
- Blache, Hans Henrik (1874–1952), dänischer Maschinenbauingenieur und Erfinder
- Blache, Hermann (1900–1985), deutscher SS-Oberscharführer und von Januar 1943 bis Februar 1944 Leiter des im Ghetto der Stadt Tarnów befindlichen Zwangsarbeiterlagers
- Blache, Paul Vidal de la (1845–1918), französischer Geograph
- Blacher, Boris (1903–1975), deutsch-baltischer Komponist, Librettist und KompositionslehrerBoris Blacher (1903–1975)

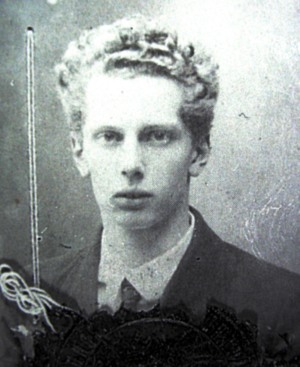
Boris Blacher (1903–1975)

- Blacher, Kolja (* 1963), deutscher Violinist und Konzertmeister
- Blacher, Louis (1883–1960), französischer Kolonialbeamter
- Blacher, Tatjana (* 1956), deutsche Schauspielerin
- Blacher-Herzog, Gerty (1922–2014), deutsche Pianistin
- Blachère, Louise (* 1989), französische Schauspielerin
- Blachère, Régis (1900–1973), französischer Orientalist, Koranübersetzer
- Blachetta, Walther (1891–1959), deutscher Schriftsteller
- Blachfellner, Walter (* 1952), österreichischer Politiker (SPÖ)
- Blachford, Frank (1879–1957), kanadischer Geiger, Musikpädagoge, Dirigent und Komponist
- Blachiere, Ludwig (1803–1901), deutscher Jurist und Politiker
- Blachman, Thomas (* 1963), dänischer Musiker und Fernsehmoderator
- Blachnik, Roger (* 1936), deutscher Chemiker
- Blachnitzky, Curt (1897–1980), deutscher Filmregisseur, Schauspieler und Drehbuchautor
- Blachon, Roger (1941–2008), französischer Cartoonist
- Blachstein, Artur Georg (1863–1940), deutscher Arzt und Stenograf
- Blachstein, Peter (1911–1977), deutscher Politiker (SPD), MdB, Diplomat
- Blachut, Beno (1913–1985), tschechoslowakischer Tenor
- Błachut, Ryszard (1948–2017), polnischer Fußballspieler

### Black
- Black (1962–2016), britischer SängerBlack (1962–2016)

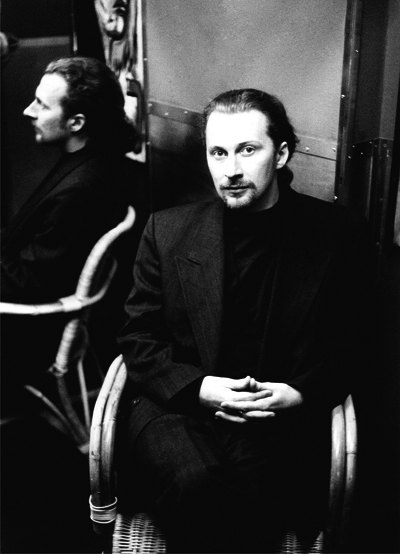
Black (1962–2016)

- Black Bob, US-amerikanischer Bluespianist
- Black Coffee (* 1976), südafrikanischer DJ und Musikproduzent
- Black Eagle (* 1865), kanadischer Lacrossespieler
- Black Elk (1863–1950), Medizinmann der Oglala-Lakota-Indianer
- Black Fish († 1779), Häuptling der Shawnee
- Black Hawk (1767–1838), Häuptling der Sauk und Meskwaki
- Black Hawk, Itázipčho-US-amerikanischer spiritueller Führer und Künstler
- Black Hawk (* 1877), kanadischer Lacrossespieler
- Black Jack († 1825), Aborigine und Kämpfer gegen die britischen Kolonisation
- Black Kappa (1977–2024), jamaikanischer Rapper und Dancehall-Sänger
- Black Kettle († 1868), Häuptling der Südlichen Cheyenne
- Black M (* 1984), französischer Rapper
- Black Milk (* 1983), US-amerikanischer Hip-Hop-Produzent und Rapper
- Black Moon († 1893), Häuptling der Minneconjou-Lakota-Indianer
- Black Prophet (* 1977), ghanaischer Reggae-Musiker und Komponist
- Black Rob (1968–2021), US-amerikanischer Rapper
- Black So Man (1966–2002), burkinischer Reggae-Musiker
- Black Stalin (1941–2022), trinidadischer Calypso-Sänger und -Songwriter
- Black Thought (* 1972), US-amerikanischer Rapper
- Black Tiger (* 1972), Schweizer Hip-Hop-Künstler
- Black, Adam (1784–1874), schottischer Verleger und Politiker
- Black, Aleister (* 1985), niederländischer WrestlerAleister Black (* 1985)

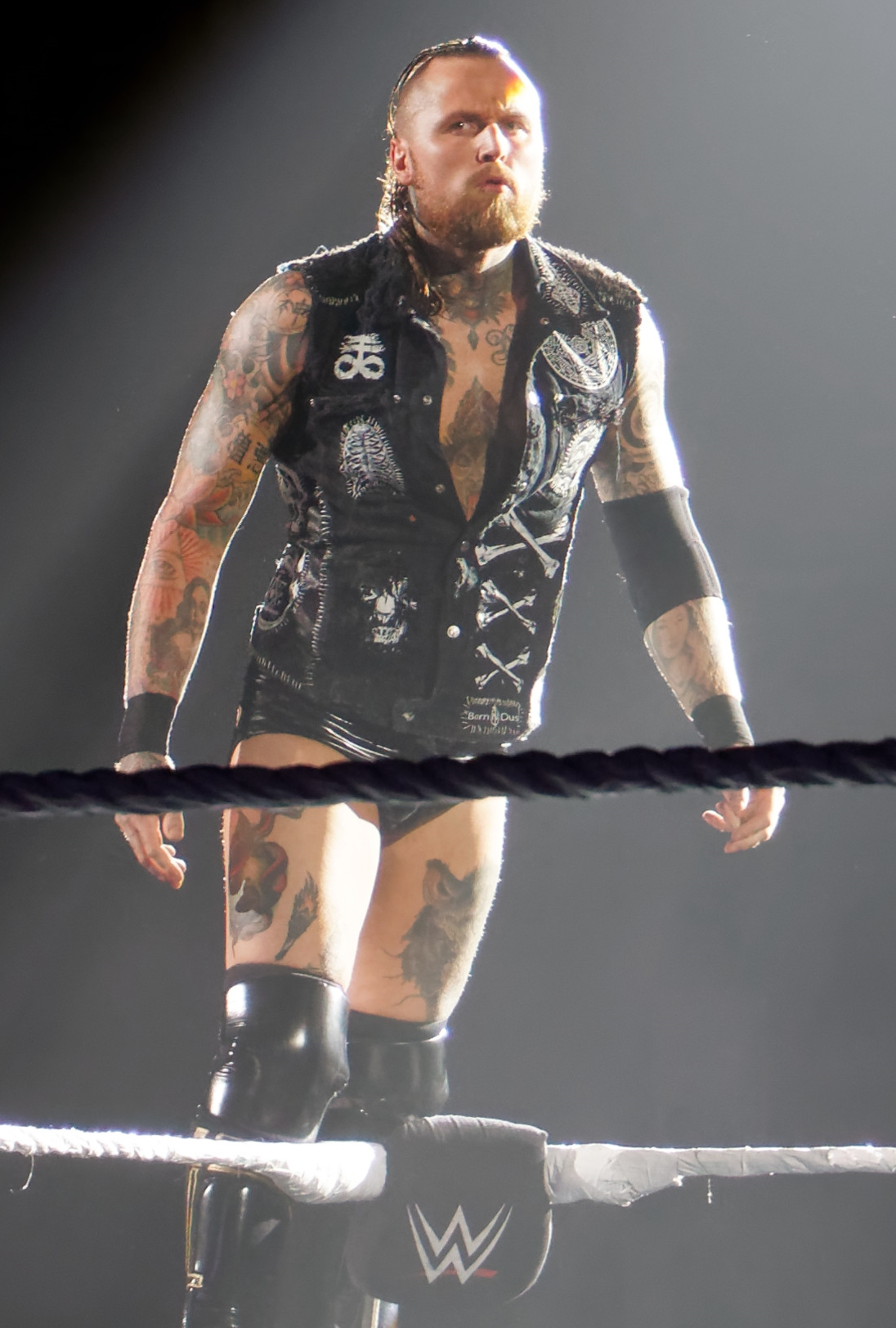
Aleister Black (* 1985)

- Black, Alex (* 1989), US-amerikanischer Schauspieler
- Black, Aline (1906–1974), US-amerikanische Bürgerrechtlerin
- Black, Andy (* 1965), irischer Pokerspieler
- Black, Anne K., US-amerikanische Szenenbildnerin, Drehbuchautorin, Filmregisseurin und Filmproduzentin
- Black, Annesley (* 1979), kanadische Komponistin
- Black, Anthony (* 2004), US-amerikanischer Basketballspieler
- Black, Anthony John (* 1936), britischer Politikwissenschaftler und Hochschullehrer an der University of Dundee
- Black, Aubrey (* 1974), neuseeländische Pornodarstellerin
- Black, Beau (* 1985), US-amerikanischer Sänger, Songwriter, Instrumentalist und Komponist
- Black, Ben B. (* 1963), deutscher Science-Fiction-Autor
- Black, Bill (1926–1965), US-amerikanischer Musiker
- Black, Bob (* 1951), amerikanischer Anarchist und Autor
- Black, Brooke (* 2007), britische Tennisspielerin
- Black, Byron (* 1969), simbabwischer Tennisspieler
- Black, Cara (* 1979), simbabwische TennisspielerinCara Black (* 1979)

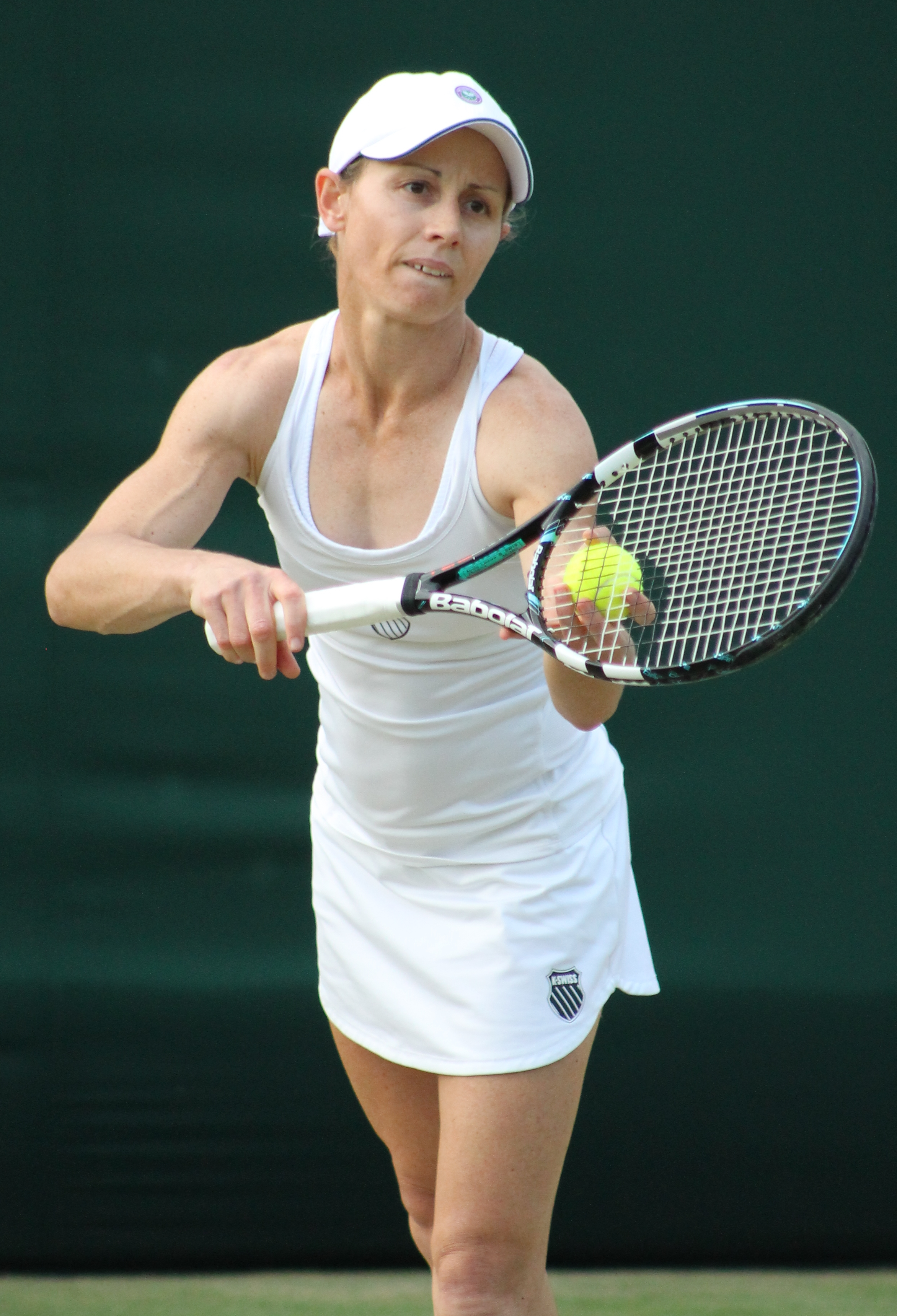
Cara Black (* 1979)

- Black, Carol M. (* 1939), britische Medizinerin und Hochschullehrerin
- Black, Caroline (* 1994), nordirische Badmintonspielerin
- Black, Cathleen (* 1944), US-amerikanische Unternehmerin, Herausgeberin und Wirtschaftsmanagerin
- Black, Charles, US-amerikanischer Schauspieler
- Black, Chauncey Forward (1839–1904), US-amerikanischer Politiker
- Black, Chris (* 1950), britischer Hammerwerfer
- Black, Chris (* 1982), englischer Fußballspieler
- Black, Cilla (1943–2015), britische Sängerin und Fernsehmoderatorin
- Black, Clarence, US-amerikanischer Geiger und Bandleader des Chicago-Jazz
- Black, Claude (1932–2013), US-amerikanischer Jazzpianist
- Black, Claudia (* 1972), australische SchauspielerinClaudia Black (* 1972)

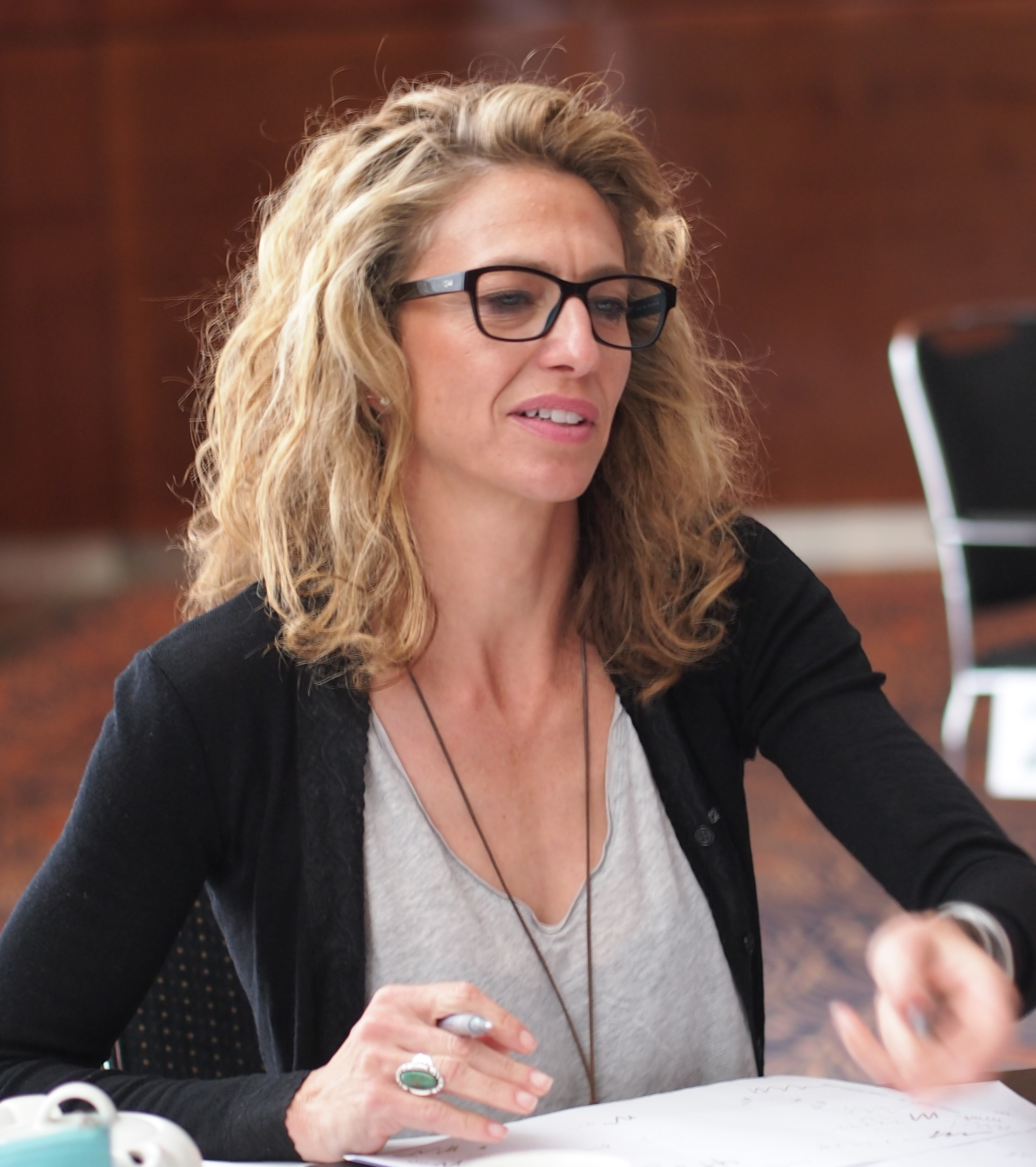
Claudia Black (* 1972)

- Black, Clementina (1853–1922), englische Schriftstellerin, Feministin und Gewerkschaftlerin
- Black, Clint (* 1962), US-amerikanischer Country-Sänger
- Black, Conrad (* 1944), kanadischer Presse-Magnat und britischer Politiker
- Black, Dave (1928–2006), US-amerikanischer Schlagzeuger des Swing und des Dixieland Jazz
- Black, Dave (* 1952), britischer Langstreckenläufer
- Black, David Holmes (* 1946), kanadischer Unternehmer
- Black, Davidson (1884–1934), kanadischer Paläoanthropologe
- Black, Debbie (* 1966), US-amerikanische Basketballspielerin
- Black, Deborah Louise (* 1958), kanadische Philosophiehistorikerin
- Black, Denis (1897–1973), britischer Sprinter
- Black, Der (* 1942), deutscher Liedermacher, Hälfte des Duos Schobert & Black
- Black, Diane (* 1951), US-amerikanische Politikerin der Republikanischen Partei
- Black, Don (* 1938), britischer Texter, Schriftsteller und Komponist
- Black, Duncan (1908–1991), schottischer Ökonom
- Black, Dustin Lance (* 1974), US-amerikanischer Drehbuchautor, Filmregisseur und -produzentDustin Lance Black (* 1974)

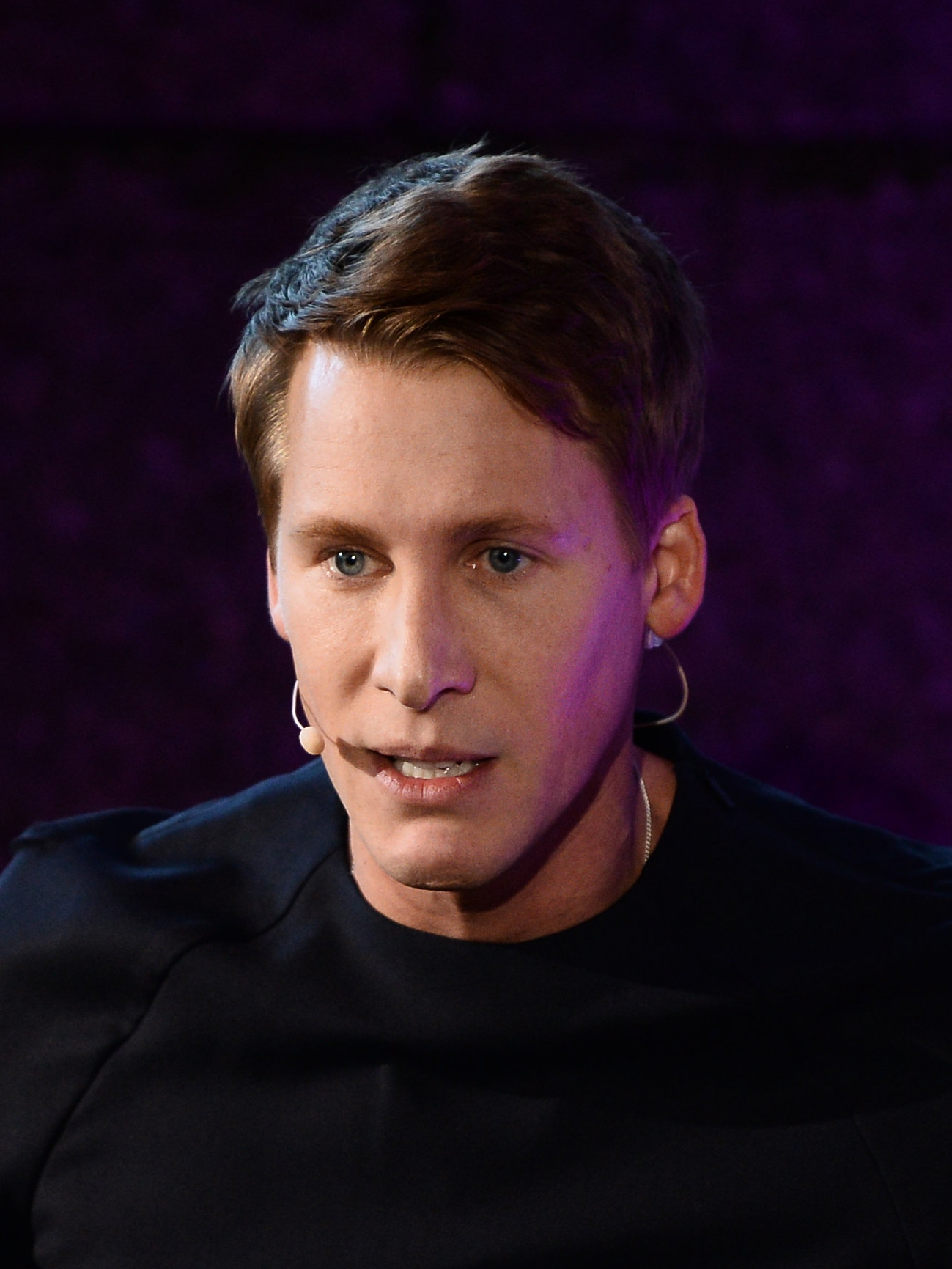
Dustin Lance Black (* 1974)

- Black, Edmund (1905–1996), US-amerikanischer Hammerwerfer
- Black, Edward (1900–1948), britischer Filmproduzent
- Black, Edward Junius (1806–1846), US-amerikanischer Politiker
- Black, Edwin, US-amerikanischer Investigativjournalist
- Black, Elihu Menashe (1921–1975), US-amerikanischer Unternehmer Direktor der United Bands Company
- Black, Ellie (* 1995), kanadische Kunstturnerin
- Black, Eugene (1879–1975), US-amerikanischer Politiker
- Black, Eugene Robert (1898–1992), US-amerikanischer Investmentbanker, 3. Präsident der Weltbankgruppe
- Black, Eugene Robert Sr. (1873–1934), US-amerikanischer Anwalt und Vorsitzender des Federal Reserve Boards
- Black, Fischer (1938–1995), US-amerikanischer Wirtschaftswissenschaftler
- Black, Frank (* 1965), US-amerikanischer MusikerFrank Black (* 1965)

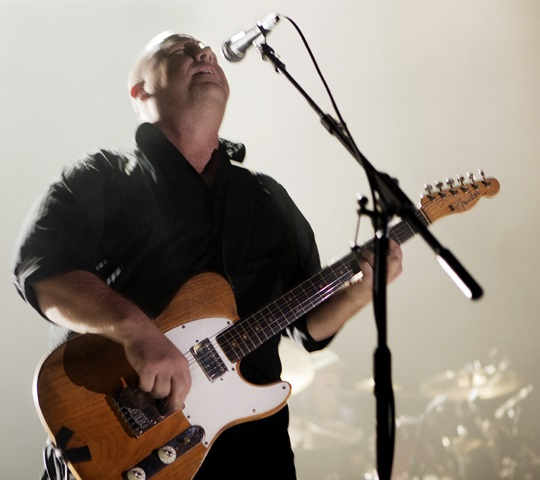
Frank Black (* 1965)

- Black, Frank S. (1853–1913), US-amerikanischer Politiker
- Black, George A. (1841–1914), US-amerikanischer Politiker
- Black, George Robison (1835–1886), US-amerikanischer Politiker
- Black, Greene Vardiman (1836–1915), US-amerikanischer Zahnmediziner, Professor der Zahnheilkunde
- Black, Gus, US-amerikanischer Songwriter und Gitarrist
- Black, Guy, Baron Black of Brentwood (* 1964), britischer Politiker (Conservative Party)
- Black, Harold Stephen (1898–1983), US-amerikanischer Elektronikingenieur
- Black, Harry A. (1879–1923), US-amerikanischer Politiker und Anwalt
- Black, Helen, britische Krimiautorin und Anwältin
- Black, Henry (1783–1841), US-amerikanischer Politiker
- Black, Holly (* 1971), amerikanische Schriftstellerin
- Black, Hugo (1886–1971), US-amerikanischer Politiker und Jurist
- Black, Hurricane Tyra (* 2001), US-amerikanische Tennisspielerin
- Black, Ian (* 1941), britischer Schwimmer
- Black, Ian (1954–2006), schottischer Snookerspieler
- Black, Isobel (* 1943), schottische Schauspielerin
- Black, Jack, britischer Kammerjäger
- Black, Jack (* 1871), kanadischer Landstreicher und berufsmäßiger Einbrecher
- Black, Jack (* 1969), US-amerikanischer Sänger und SchauspielerJack Black (* 1969)

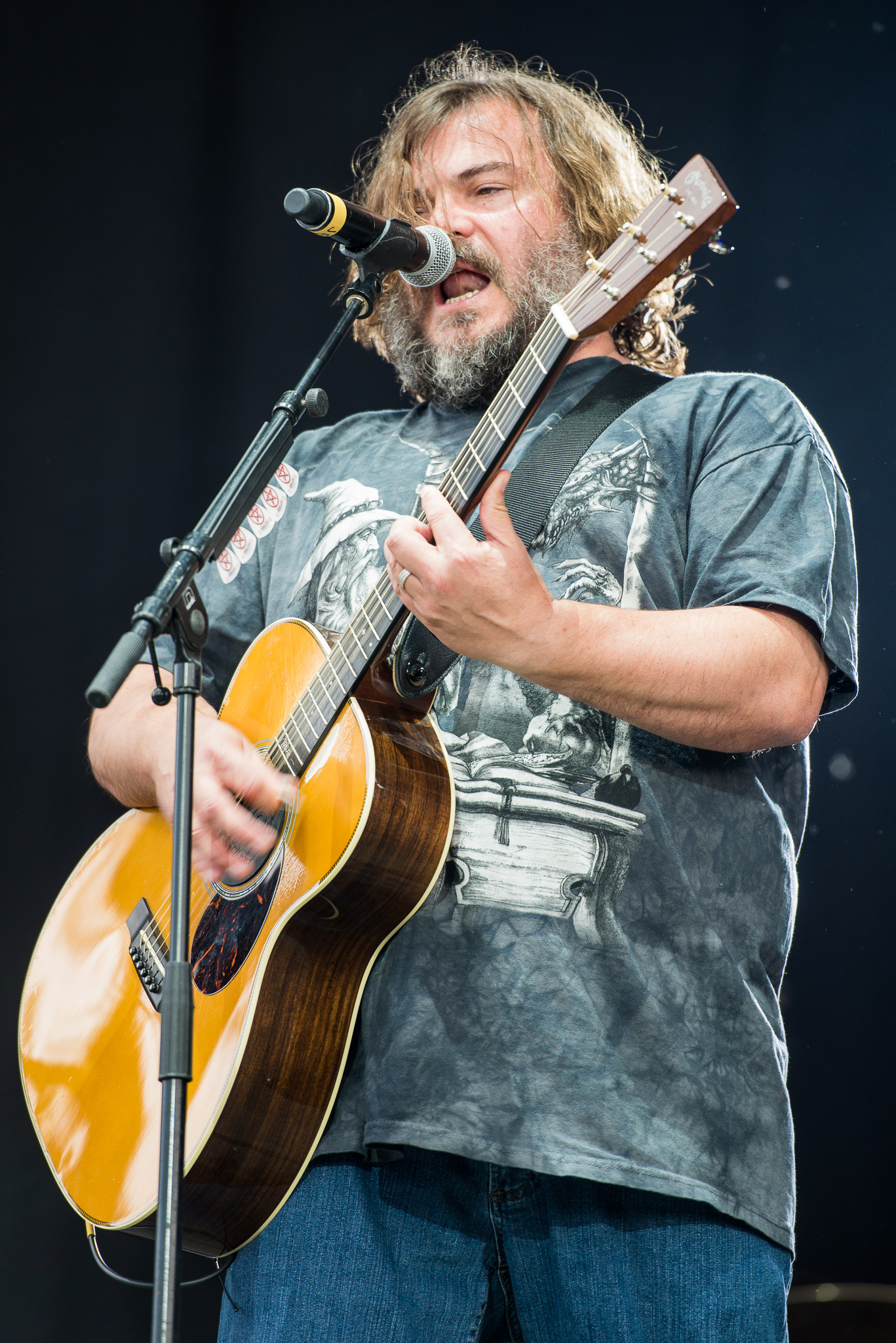
Jack Black (* 1969)

- Black, James (1793–1872), US-amerikanischer Politiker
- Black, James (1919–1988), Klimaforscher
- Black, James (1940–1988), US-amerikanischer R&B- und Jazzmusiker (Schlagzeug, Komposition)
- Black, James (* 1962), US-amerikanischer Schauspieler und ehemaliger Footballspieler
- Black, James (* 1969), kanadischer Eishockeyspieler
- Black, James A. (1793–1848), US-amerikanischer Politiker
- Black, James C. C. (1842–1928), US-amerikanischer Politiker
- Black, James D. (1849–1938), US-amerikanischer Politiker
- Black, James Milton (1856–1938), US-amerikanischer Kirchenliedkomponist, Chorleiter und Lehrer einer Sonntagsschule
- Black, James Wallace (1825–1896), US-amerikanischer Berufsfotograf
- Black, James Whyte (1924–2010), britischer Pharmakologe, Nobelpreisträger für Medizin
- Black, Jeanne (1937–2014), US-amerikanische Country-Sängerin
- Black, Jeremiah S. (1810–1883), US-amerikanischer Jurist, Politiker und Außenminister
- Black, Jeremy (1932–2015), britischer Admiral
- Black, Jeremy (* 1955), britischer Historiker
- Black, Jet (1938–2022), britischer MusikerJet Black (1938–2022)

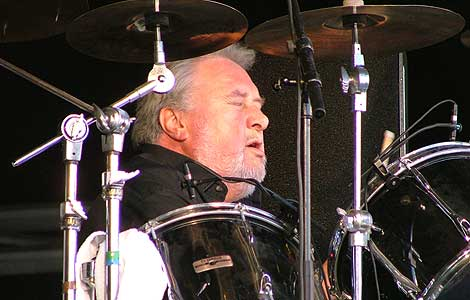
Jet Black (1938–2022)

- Black, Jill, Lady Black of Derwent (* 1954), britische Juristin und ehemalige Richterin am Obersten Gerichtshof des Vereinigten Königreichs
- Black, Jim (* 1967), US-amerikanischer Jazz-Schlagzeuger und Komponist
- Black, Jimmy Carl (1938–2008), US-amerikanischer Schlagzeuger und Sänger
- Black, Johanna (* 1971), kanadische Schauspielerin
- Black, John (1800–1854), US-amerikanischer Jurist und Politiker
- Black, John (1882–1924), kanadischer Sportschütze
- Black, John C. (1839–1915), US-amerikanischer Jurist und Politiker
- Black, John McConnell (1855–1951), britisch-australischer Linguist und Botaniker
- Black, Johnni (* 1968), US-amerikanische Pornodarstellerin
- Black, Joseph (1728–1799), schottischer Physiker und Chemiker
- Black, Kaitlyn (* 1983), US-amerikanische Schauspielerin
- Black, Karen (1939–2013), US-amerikanische Schauspielerin
- Black, Karla (* 1972), schottische Künstlerin
- Black, Kim (* 1978), US-amerikanische Schwimmerin
- Black, Kodak (* 1997), US-amerikanisch-haitianischer Rapper
- Black, Larry (1951–2006), US-amerikanischer Sprinter und Olympiasieger
- Black, Lemuel, britischer Stuntman, Stunt Coordinator und Schauspieler
- Black, Leon (* 1951), US-amerikanischer Unternehmer und Kunstsammler
- Black, Lewis (* 1948), US-amerikanischer Komiker, Schauspieler und Autor
- Black, Loring M. junior (1886–1956), US-amerikanischer Jurist und Politiker
- Black, Lucas (* 1982), US-amerikanischer SchauspielerLucas Black (* 1982)

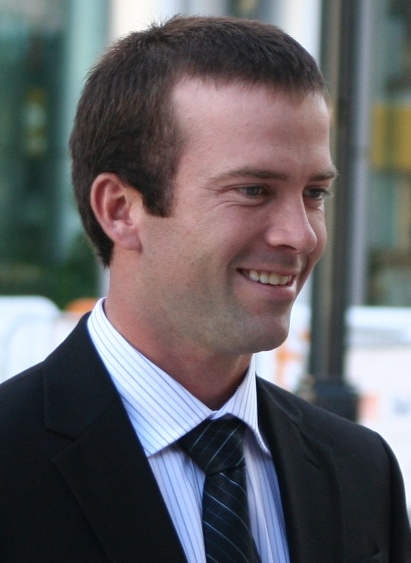
Lucas Black (* 1982)

- Black, Luke (* 1992), serbischer Sänger und Songwriter
- Black, Marilyn (* 1944), australische Sprinterin
- Black, Mary (* 1955), irische Sängerin
- Black, Matthias († 1696), deutscher Maler in Lübeck
- Black, Maurice (1835–1899), australischer Landwirt und Politiker
- Black, Maurice (1891–1938), US-amerikanischer Schauspieler
- Black, Maurice (1915–2000), US-amerikanischer Politiker aus Mississippi
- Black, Max (1909–1988), US-amerikanischer Philosoph
- Black, Meghan (* 1978), kanadische Schauspielerin
- Black, Mhairi (* 1994), schottische Politikerin (SNP)
- Black, Michael Ian (* 1971), US-amerikanischer Schauspieler und DrehbuchautorMichael Ian Black (* 1971)

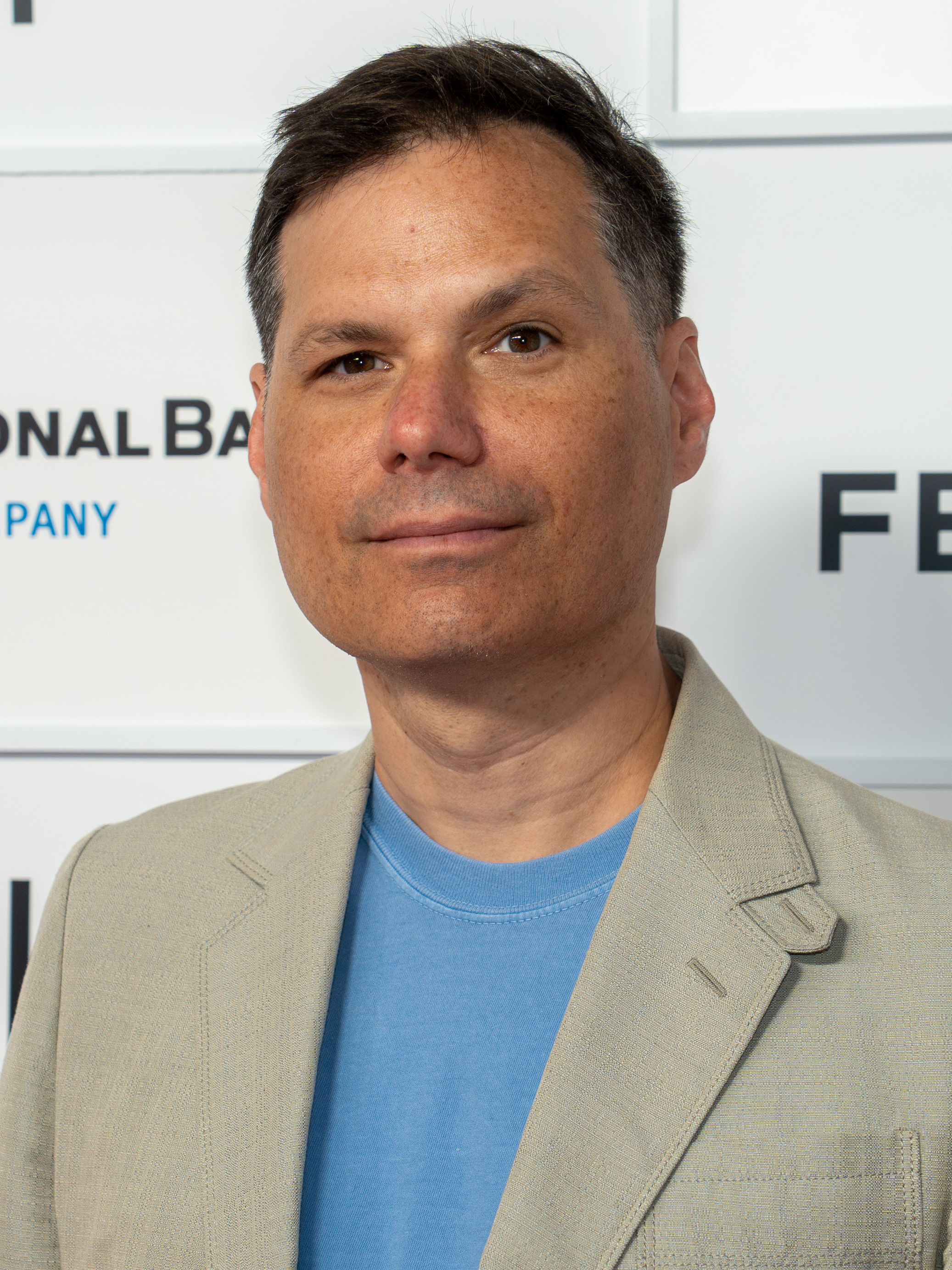
Michael Ian Black (* 1971)

- Black, Monica (* 1968), US-amerikanische Historikerin
- Black, Noel (1937–2014), US-amerikanischer Film- und Fernsehregisseur
- Black, Norman (1894–1973), britischer Autorennfahrer
- Black, Pauline (* 1953), englische Sängerin
- Black, Philippa (* 1941), neuseeländische Geologin und Hochschullehrerin
- Black, Rebecca (* 1997), US-amerikanische Sängerin
- Black, Richard Blackburn (1902–1992), US-amerikanischer Polarforscher
- Black, Richard H. (* 1944), US-amerikanischer Politiker
- Black, Robert (1947–2016), britischer Serienmörder
- Black, Roger (* 1966), britischer Leichtathlet und Olympiateilnehmer, sowie Fernsehmoderator und Motivator
- Black, Roy (1943–1991), deutscher Schlagersänger und SchauspielerRoy Black (1943–1991)

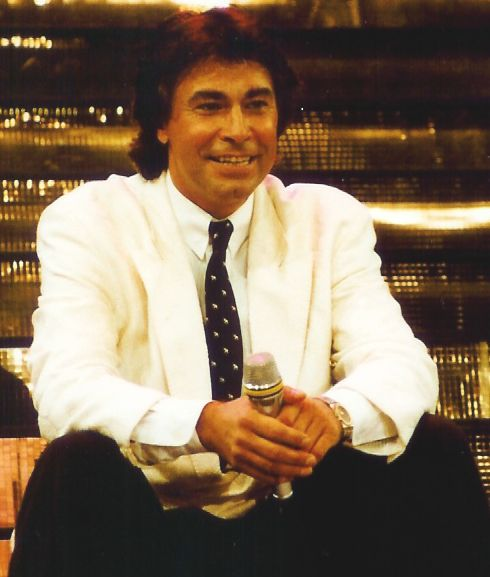
Roy Black (1943–1991)

- Black, Samuel Watson (1816–1862), US-amerikanischer Politiker
- Black, Seneca (* 1978), amerikanischer Jazztrompeter
- Black, Shane (* 1961), US-amerikanischer Filmregisseur und Drehbuchautor
- Black, Stanley (1913–2002), britischer Komponist, Filmkomponist, Bandleader, Dirigent und Orchesterleiter
- Black, Sue (* 1961), schottische forensische Anthropologin, Kriminologin und Fernsehmoderatorin
- Black, Sue (* 1962), britische Informatikerin und Sozialunternehmerin
- Black, Susan Easton (* 1944), US-amerikanische Mormonin und Hochschullehrerin
- Black, Taylor (* 1986), US-amerikanischer Pokerspieler
- Black, Terry (* 1978), US-amerikanischer Basketballspieler
- Black, Timothy James (* 1981), US-amerikanischer Basketballspieler
- Black, Todd (* 1960), US-amerikanischer Filmproduzent
- Black, Tom (1908–1993), schottischer Fußballspieler
- Black, Tori (* 1988), US-amerikanisches Fotomodell und PornodarstellerinTori Black (* 1988)

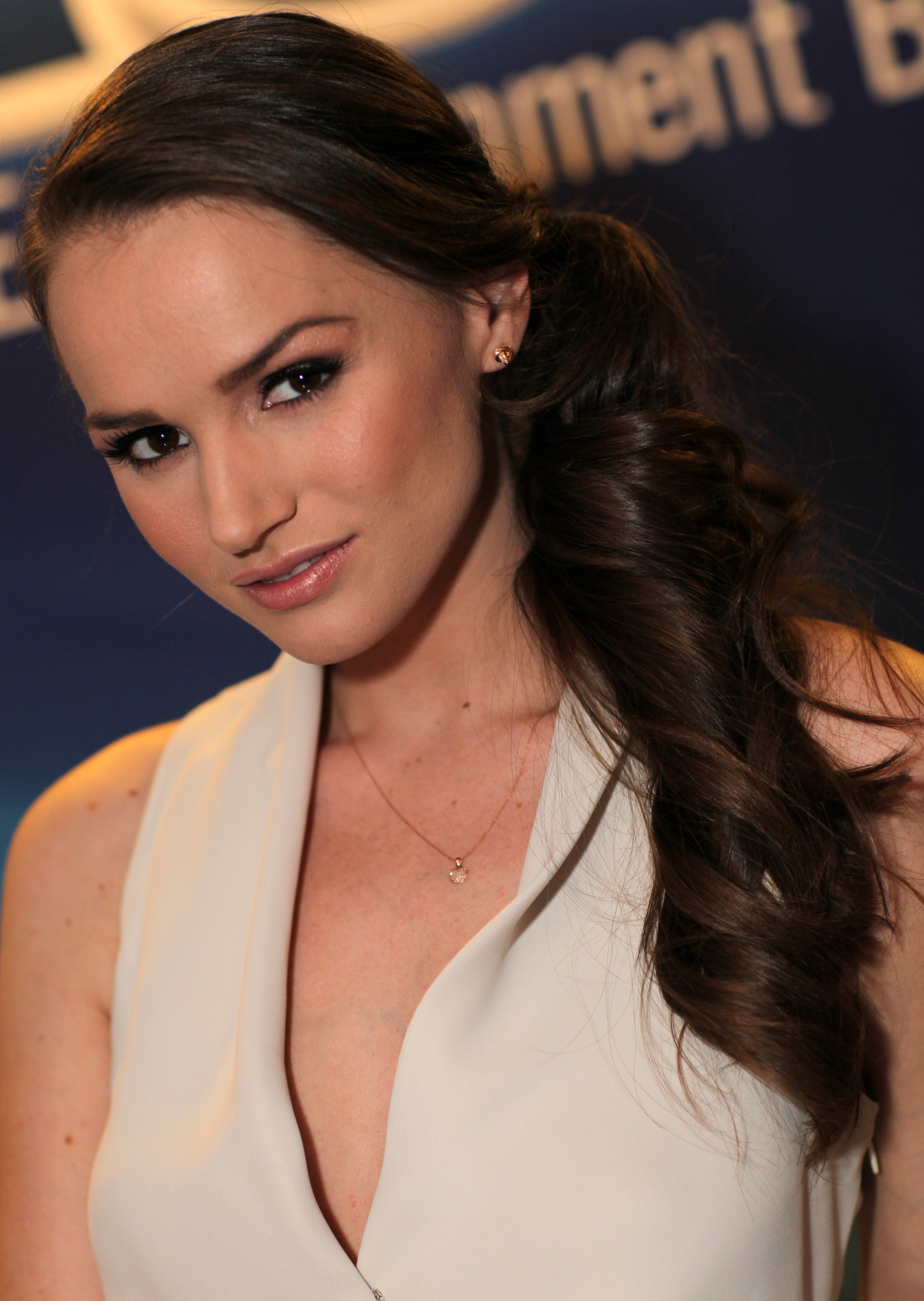
Tori Black (* 1988)

- Black, Tornado Alicia (* 1998), US-amerikanische Tennisspielerin
- Black, Wayne (* 1973), simbabwischer Tennisspieler
- Black, Whirimako (* 1961), neuseeländische Schauspielerin und Sängerin
- Black, William (1749–1829), englischer Arzt, Pharmakologe, Medizinhistoriker und Medizinstatistiker
- Black, William (1841–1898), schottischer Schriftsteller
- Black, William Murray (1855–1933), US-amerikanischer Generalmajor des Corps of Engineers
- Black, William, Baron Black (1893–1984), britischer Ingenieur und Unternehmer
- Black, Zaqueri (* 1992), US-amerikanischer E-Sportler
- Black-D’Elia, Sofia (* 1991), US-amerikanische Schauspielerin
- Black-Veldtrup, Mechthild (* 1960), deutsche Historikerin und Archivarin

#### Blacka
- Blackaby, Frank (1921–2000), Friedensforscher und Direktor des Stockholmer Friedensforschungsinstituts (SIPRI) (1981–1986)
- Blackadar, Bruce (* 1948), US-amerikanischer Mathematiker
- Blackadar, Walt (1922–1978), US-amerikanischer Wildwasser-Pionier
- Blackadder, Henry Home († 1830), schottischer Chirurg und Meteorologe
- Blackadder, Jesse (1964–2020), australische Schriftstellerin, Drehbuchautorin und Journalistin
- Blackader, Charles (1869–1921), britischer Generalmajor
- Blackall, Jasper (* 1920), britischer Segler
- Blackall, Samuel (1809–1871), irischer Militär, Politiker und der zweite Gouverneur von Queensland

#### Blackb
- Blackbear (* 1990), US-amerikanischer Hip-Hop/R&B-Sänger
- Blackbeard († 1718), englischer PiratBlackbeard († 1718)

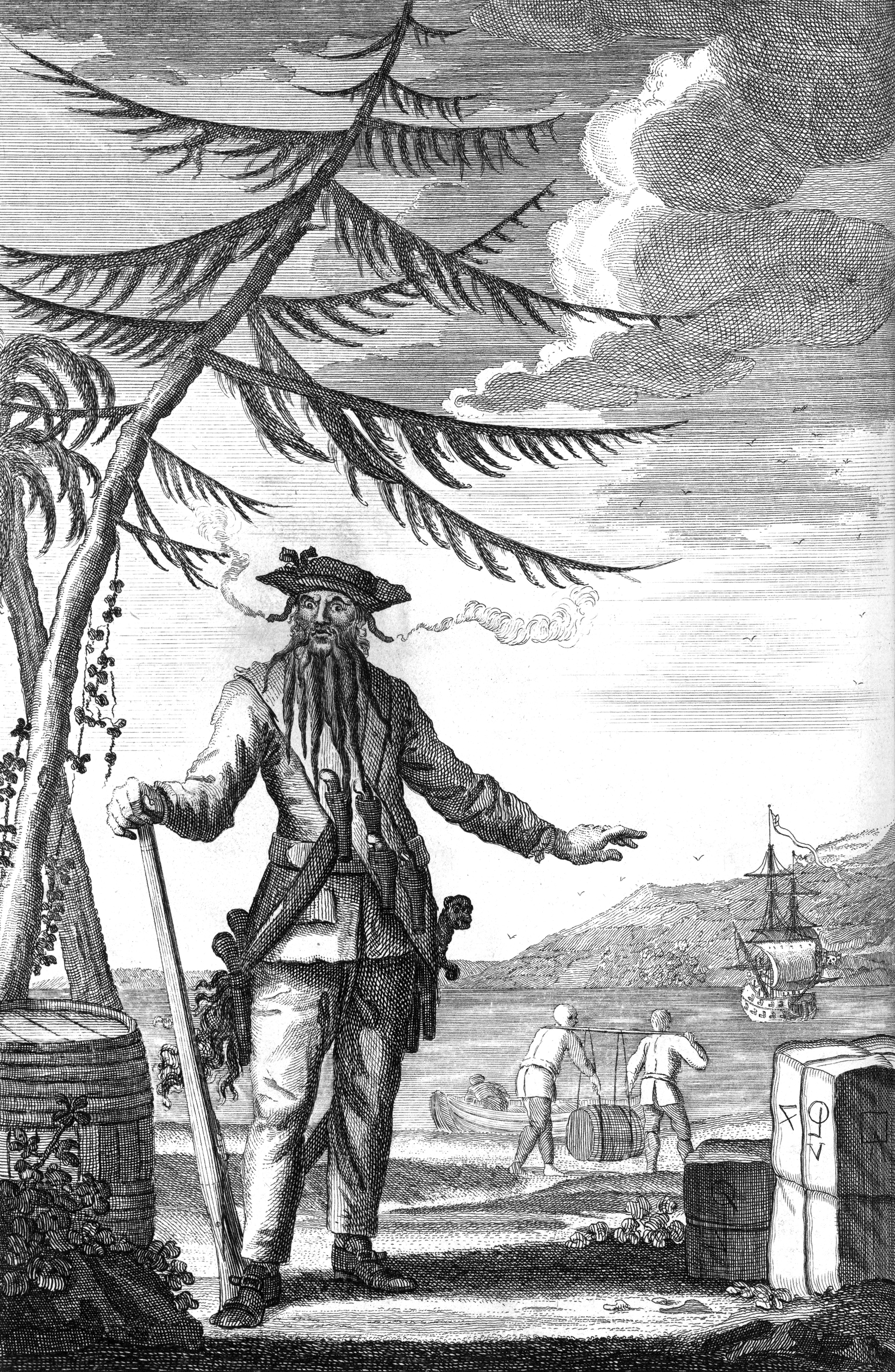
Blackbeard († 1718)

- Blackborow, Perce (1894–1949), walisischer Seemann und Polarforscher
- Blackbourn, David (* 1949), britischer Historiker
- Blackbourn, Elizabeth († 1999), englische Tischtennisspielerin
- Blackburn, Alan (1935–2014), englischer Fußballspieler
- Blackburn, Benjamin B. (1927–2024), US-amerikanischer Politiker
- Blackburn, Chris (* 1982), englischer Fußballspieler
- Blackburn, Colin, Baron Blackburn (1813–1896), britischer Jurist
- Blackburn, Dan (* 1983), kanadischer Eishockeytorwart
- Blackburn, David Rull N. (1845–1903), US-amerikanischer Offizier, Jurist und Politiker
- Blackburn, Edmond Spencer (1868–1912), US-amerikanischer Politiker
- Blackburn, Elizabeth (* 1948), amerikanische Molekularbiologin; erhielt 2009 den Nobelpreis für MedizinElizabeth Blackburn (* 1948)

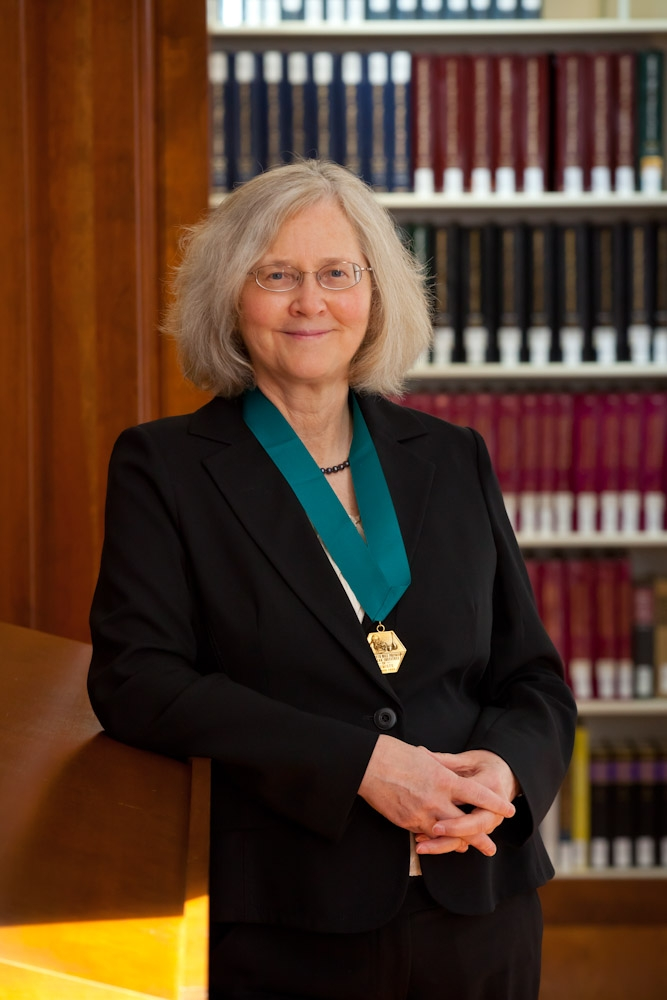
Elizabeth Blackburn (* 1948)

- Blackburn, Farren, britischer Film- und Fernsehregisseur und Drehbuchautor
- Blackburn, Helen (1842–1903), irische Sozialreformerin, Frauenrechtlerin und Vorkämpferin für das Frauenwahlrecht
- Blackburn, Ian (* 2002), neuseeländischer Schauspieler und Synchronsprecher
- Blackburn, Jack (1883–1942), US-amerikanischer Boxer und Boxtrainer
- Blackburn, Jean-Pierre (* 1948), kanadischer Politiker
- Blackburn, Jemima (1823–1909), schottische Malerin und Illustratorin
- Blackburn, Jeremy, kanadischer Skispringer
- Blackburn, Joseph Clay Stiles (1838–1918), US-amerikanischer Politiker
- Blackburn, Ken (* 1935), neuseeländischer Schauspieler und Synchronsprecher
- Blackburn, Lou (1922–1990), US-amerikanischer Jazzposaunist
- Blackburn, Luke P. (1816–1887), US-amerikanischer Politiker
- Blackburn, Mackenzie (* 1992), taiwanischer Shorttracker
- Blackburn, Mark (1953–2011), britischer Numismatiker
- Blackburn, Marsha (* 1952), US-amerikanische PolitikerinMarsha Blackburn (* 1952)

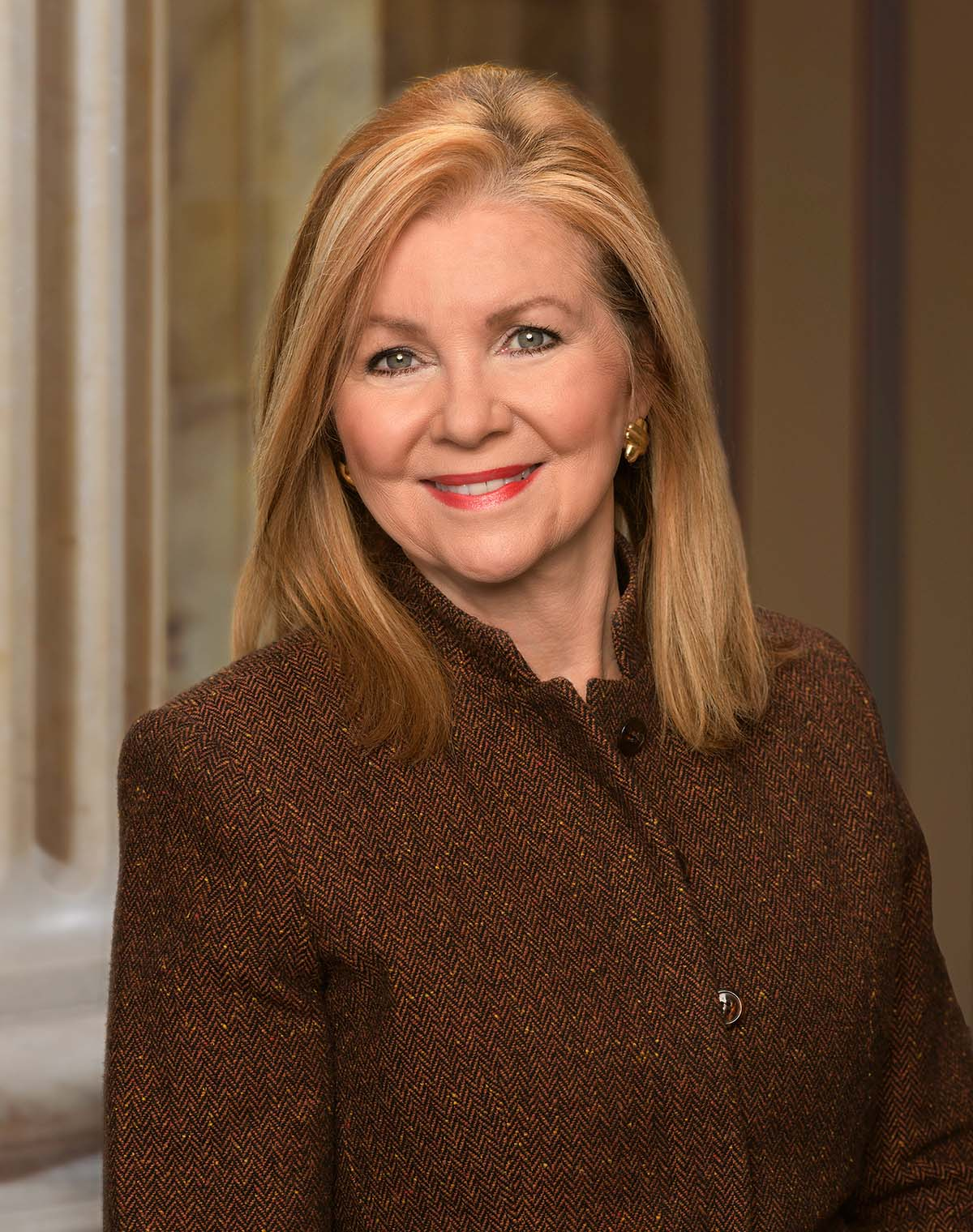
Marsha Blackburn (* 1952)

- Blackburn, Maurice (1914–1988), kanadischer Komponist, Dirigent, Klanggestalter für Filme und Instrumentenbauer
- Blackburn, Michael (* 1970), australischer Segler
- Blackburn, Norman (1930–2018), britischer Mathematiker
- Blackburn, Peter (* 1968), australischer Badmintonspieler
- Blackburn, Priya (* 1997), britische Schauspielerin
- Blackburn, Quin (1899–1981), US-amerikanischer Geodät, Geologe, Bergsteiger und Polarforscher
- Blackburn, Reid (1952–1980), US-amerikanischer Fotograf
- Blackburn, Robert (1885–1955), britischer Luftfahrtpionier und Flugzeugkonstrukteur
- Blackburn, Robert E. Lee (1870–1935), US-amerikanischer Politiker
- Blackburn, Rolando (* 1990), panamaischer Fußballspieler
- Blackburn, Sharon Lovelace (* 1950), US-amerikanische Juristin
- Blackburn, Simon (* 1944), britischer Philosoph
- Blackburn, Tyler (* 1986), US-amerikanischer Schauspieler, Sänger und ModelTyler Blackburn (* 1986)

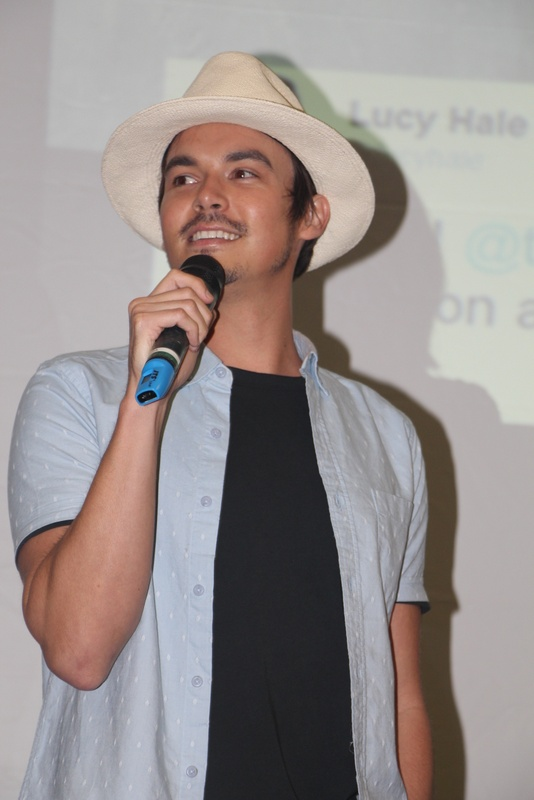
Tyler Blackburn (* 1986)

- Blackburn, W. Jasper (1820–1899), US-amerikanischer Politiker
- Blackburne, Joseph Henry (1841–1924), britischer Schachgroßmeister

#### Blacke
- Blacker, Cecil (1916–2002), britischer General
- Blacker, Jeremy (1939–2005), britischer General
- Blacker, Jesse (* 1991), kanadischer Eishockeyspieler
- Blacker, Jim (* 1945), englischer Fußballspieler
- Blacker, Philip (* 1949), englischer Bildhauer
- Blacker, Terence (* 1948), britischer Kinder- und Jugendbuchautor, Journalist
- Blackett, Andrea (* 1976), barbadische Hürdenläuferin
- Blackett, Frederick (1900–1979), britischer Hürdenläufer
- Blackett, Patrick, Baron Blacket (1897–1974), englischer Physiker und Nobelpreisträger
- Blackett, Tyler (* 1994), englischer Fußballspieler

#### Blackf
- Blackfire, Frank (* 1966), deutscher Gitarrist
- Blackford, Ian (* 1961), schottischer Politiker
- Blackford, Russell (* 1954), australischer Schriftsteller, Philosoph und Literaturkritiker

#### Blackg
- Blackgrove, Heath (* 1980), neuseeländischer Radrennfahrer

#### Blackh
- Blackham, Harold John (1903–2009), britischer Humanist
- Blackham, Jack (1854–1932), australischer Cricketspieler
- Blackheart, Shotzi (* 1992), amerikanische Wrestlerin
- Blackhorse-von Jess, Dakota (* 1986), US-amerikanischer Skilangläufer

#### Blacki
- Blackie, John Stuart (1809–1895), schottischer Philologe, Dichter, Schriftsteller und Hochschullehrer
- Blackie-Goodine, Janice, Szenenbildnerin

#### Blackj
- Blackjack, Ada (1898–1983), US-amerikanische ExpeditionsteilnehmerinAda Blackjack (1898–1983)

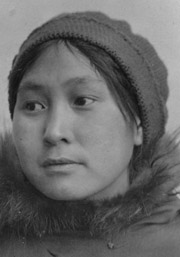
Ada Blackjack (1898–1983)

#### Blackl
- Blacklaw, Adam (1937–2010), schottischer Fußballtorwart
- Blacklaw, John (* 1970), deutscher Poolbillardspieler
- Blackledge, William († 1828), US-amerikanischer Politiker
- Blackledge, William Salter (1793–1857), US-amerikanischer Politiker
- Blackler, Martha Hooper (1830–1871), US-amerikanische Missionarin in Griechenland
- Blackley, Jamie (* 1991), britischer Schauspieler und Synchronsprecher
- Blackley, John (* 1948), schottischer Fußballspieler und -trainer
- Blackley, Martin (1976–2002), britischer Biathlet

#### Blackm
- Blackman, Aisata (* 1979), niederländische Musicaldarstellerin
- Blackman, Andrew (* 1965), australischer Schauspieler
- Blackman, Aylward Manley (1883–1956), britischer Ägyptologe
- Blackman, Charles (1928–2018), australischer Maler und Grafiker
- Blackman, Cindy (* 1959), US-amerikanische Jazz-SchlagzeugerinCindy Blackman (* 1959)

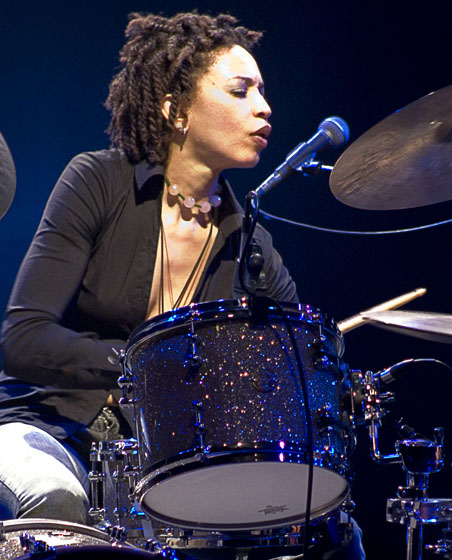
Cindy Blackman (* 1959)

- Blackman, Don (1953–2013), US-amerikanischer Funk- und Jazzpianist
- Blackman, Frederick (1866–1947), britischer Pflanzenphysiologe
- Blackman, Honor (1925–2020), britische Schauspielerin
- Blackman, Jamal (* 1993), englischer Fußballtorwart
- Blackman, Joan (* 1938), US-amerikanische Schauspielerin
- Blackman, Kirsty (* 1986), schottische Politikerin (SNP)
- Blackman, Malorie (* 1962), britische Schriftstellerin
- Blackman, Nick (* 1989), englischer Fußballspieler
- Blackman, Rolando (* 1959), US-amerikanischer Basketballspieler
- Blackman, Ronnie (1925–2016), englischer Fußballspieler
- Blackman, Steve (* 1963), US-amerikanischer WrestlerSteve Blackman (* 1963)

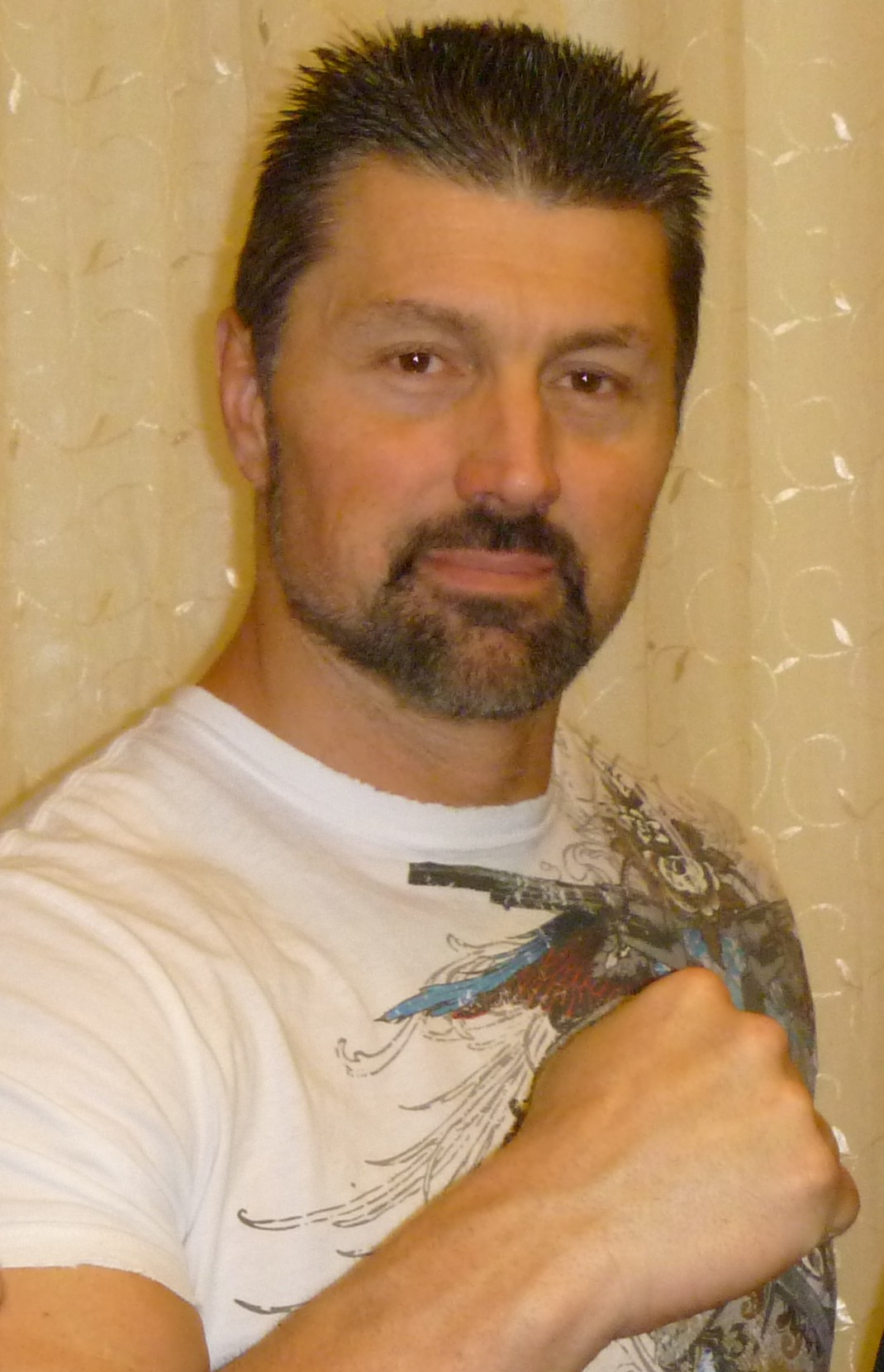
Steve Blackman (* 1963)

- Blackmar, Esbon (1805–1857), US-amerikanischer Politiker
- Blackmar, Frank Wilson (1854–1931), US-amerikanischer Historiker und Soziologe
- Blackmarket, Nicky (* 1967), britischer DJ und Produzent von Drum and Bass und Jungle
- Blackmer, Sidney (1895–1973), US-amerikanischer Schauspieler
- Blackmon, Douglas A. (* 1964), US-amerikanischer Schriftsteller und Journalist
- Blackmon, Fred L. (1873–1921), US-amerikanischer Rechtsanwalt und Politiker
- Blackmon, Julian (* 1998), US-amerikanischer Footballspieler
- Blackmon, Mekhi (* 1999), US-amerikanischer American-Football-Spieler
- Blackmond, Donna (* 1958), US-amerikanische Chemikerin und Chemieingenieurin (Katalyse, Physikalische Chemie, Organische Chemie)
- Blackmore, Abigail, britische Regisseurin und Drehbuchautorin
- Blackmore, Clayton (* 1964), walisischer Fußballspieler
- Blackmore, Elizabeth (* 1987), australische Schauspielerin
- Blackmore, Frank (1916–2008), britischer Flieger und Verkehrsingenieur
- Blackmore, Ginny (* 1986), neuseeländische Sängerin und Songwriterin
- Blackmore, Joseph (* 2003), britischer Radsportler
- Blackmore, Lars, Elektroingenieur und Fachautor
- Blackmore, Peter (1879–1937), englischer Fußballspieler
- Blackmore, Rachael (* 1989), irische Jockey
- Blackmore, Ritchie (* 1945), britischer Musiker, Mitbegründer von Deep PurpleRitchie Blackmore (* 1945)

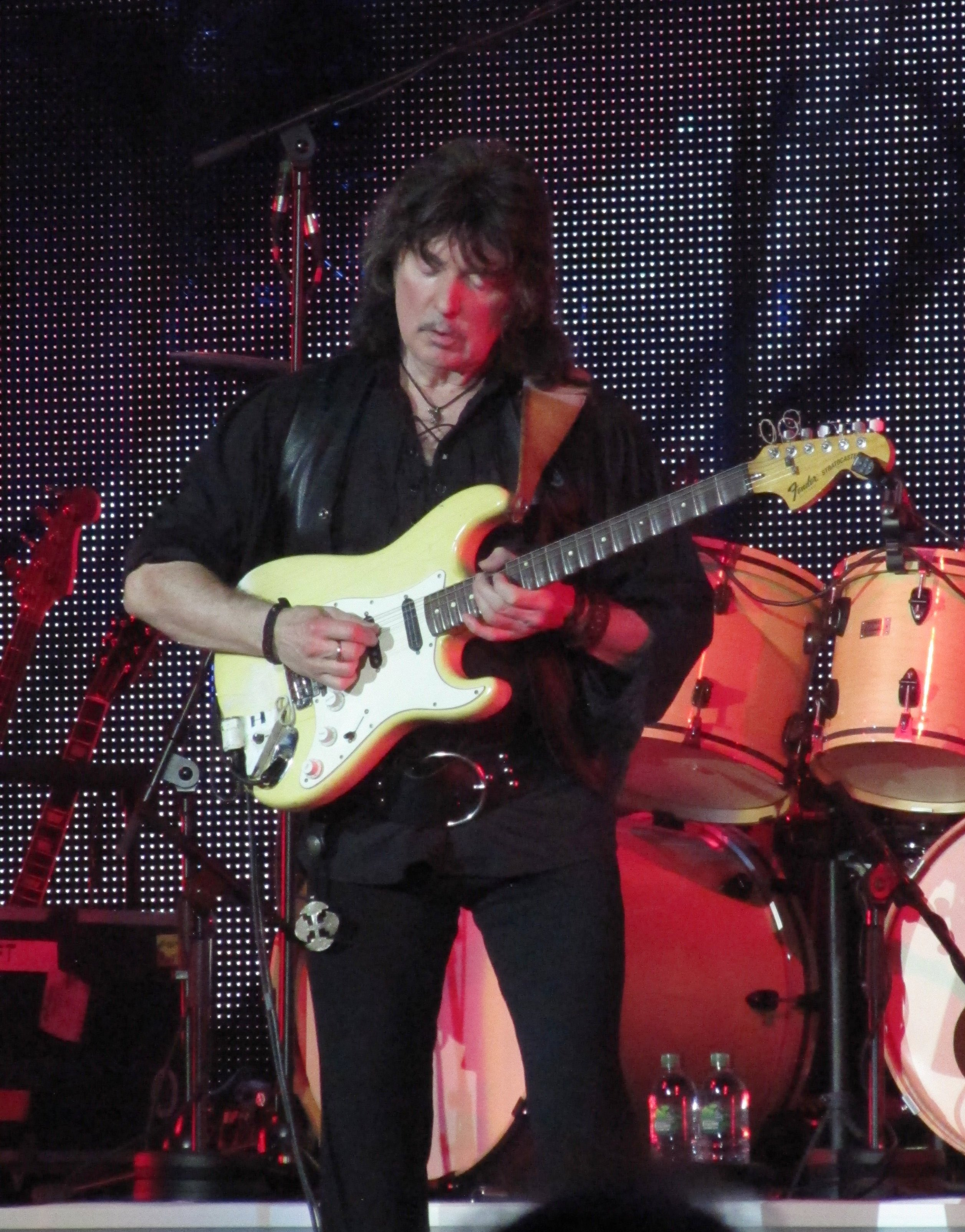
Ritchie Blackmore (* 1945)

- Blackmore, Robert J., britischer Sportler
- Blackmore, Susan (* 1951), britische Publizistin, Schriftstellerin, Dozentin
- Blackmun, Barbara Winston (1928–2018), US-amerikanische Kunsthistorikerin
- Blackmun, Harry A. (1908–1999), US-amerikanischer Richter
- Blackmur, Richard Palmer (1904–1965), US-amerikanischer Lyriker und Literaturkritiker

#### Blackn
- Blackney, Ron (1933–2008), australischer Hindernisläufer
- Blackney, William W. (1876–1963), US-amerikanischer Politiker

#### Blacks
- Blacks, Pierre (* 1948), belgischer Bogenschütze
- Blacksberg, Daniel, US-amerikanischer Jazzmusiker (Posaune)
- Blackshaw, Alan (1933–2011), britischer Bergsteiger und Skisportfunktionär
- Blackson, Angelo (* 1992), US-amerikanischer American-Football-Spieler
- Blackstaffe, Harry (1868–1951), britischer Ruderolympiasieger
- Blackstenius, Stina (* 1996), schwedische FußballspielerinStina Blackstenius (* 1996)

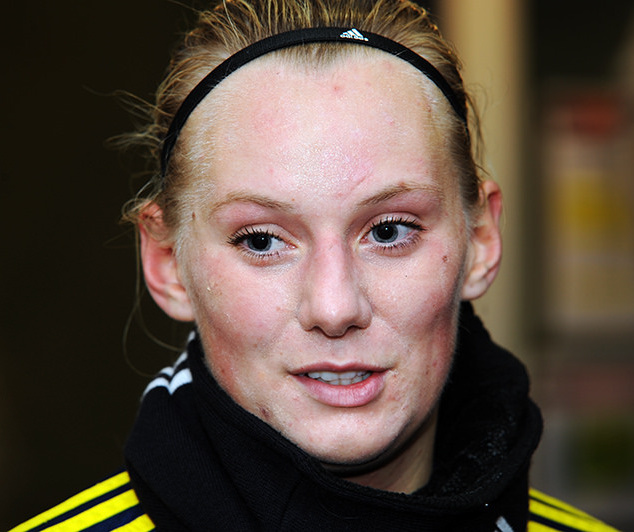
Stina Blackstenius (* 1996)

- Blackstock, Cindy (* 1964), kanadische Indigenen- und Kinderrechtsaktivistin
- Blackstock, Dexter (* 1986), englischer Fußballspieler
- Blackstock, Oscar Genaro Coet, kubanischer Diplomat
- Blackstock, Shelby (* 1990), US-amerikanischer Automobilrennfahrer
- Blackstone, Charles Kevin (* 1967), US-amerikanischer Diplomat
- Blackstone, Harry (1885–1965), US-amerikanischer Zauberkünstler
- Blackstone, Stephanie (* 1985), US-amerikanische Sommerbiathletin
- Blackstone, Tessa, Baroness Blackstone (* 1942), britische Politikerin (Labour-Party)
- Blackstone, William (1723–1780), englischer Jurist und Politiker, Mitglied des House of Commons

#### Blackt
- Blackthorne, Paul (* 1969), britischer Schauspieler im Film, Fernsehen und Radio
- Blackton, James Stuart (1875–1941), britisch-US-amerikanischer Karikaturist, Filmproduzent, Regisseur und Pionier des Animationsfilms
- Blackton, Jay (1909–1994), US-amerikanischer Dirigent

#### Blackw
- Blackwall, John (1790–1881), britischer Naturforscher
- Blackwelder, Eliot (1880–1969), US-amerikanischer Geologe
- Blackwelder, Richard E. (1909–2001), US-amerikanischer Entomologe
- Blackwell, Alex (* 1983), australische Cricketspielerin
- Blackwell, Alice Stone (1857–1950), US-amerikanische Frauenrechtlerin, Abolitionistin und radikale Sozialistin
- Blackwell, Antoinette Brown (1825–1921), US-amerikanische Frauenrechtlerin, erste ordinierte Pastorin in der Neuzeit
- Blackwell, Bumps (1918–1985), amerikanischer Musikproduzent und Songwriter
- Blackwell, Carlyle (1884–1955), US-amerikanischer Schauspieler, Regisseur und Produzent
- Blackwell, Chris (* 1937), britisch-jamaikanischer Musikproduzent, Chef von Island RecordsChris Blackwell (* 1937)

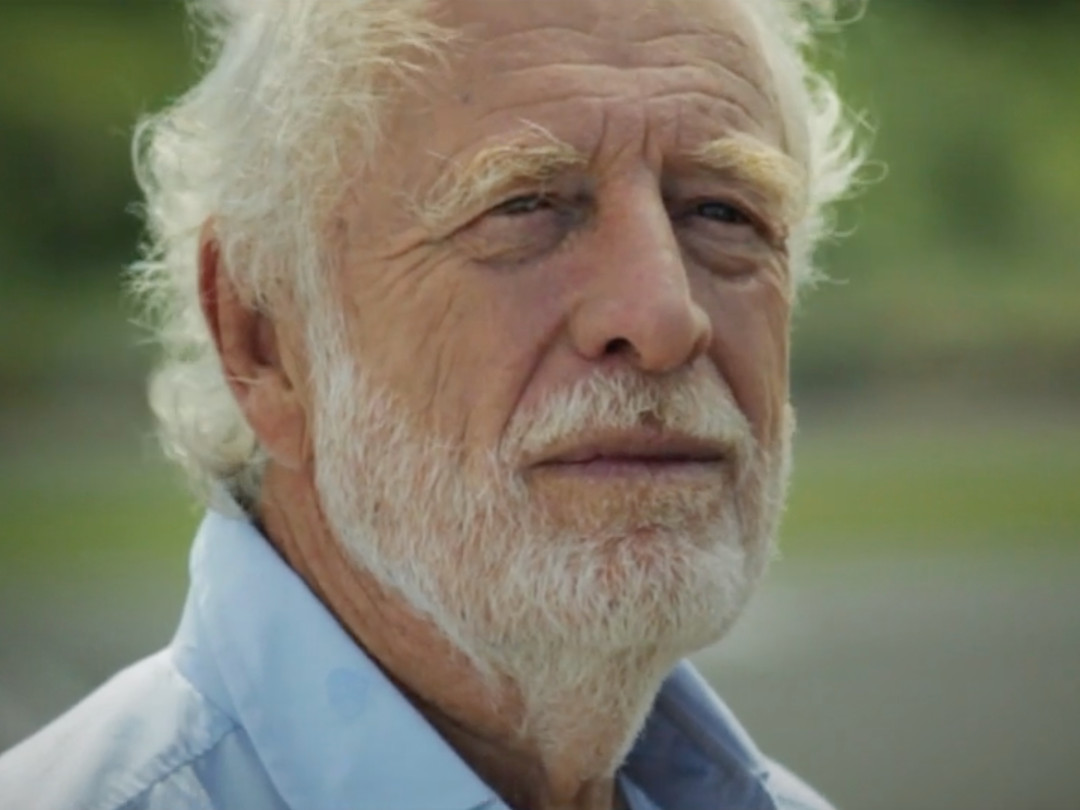
Chris Blackwell (* 1937)

- Blackwell, Colin (* 1993), US-amerikanischer Eishockeyspieler
- Blackwell, David (1919–2010), US-amerikanischer Mathematiker
- Blackwell, Dean (* 1969), englischer Fußballspieler
- Blackwell, Ed (1929–1992), US-amerikanischer Jazz-Schlagzeuger
- Blackwell, Elizabeth (1699–1758), Zeichnerin, Illustratorin und Kupferstecherin
- Blackwell, Elizabeth (1821–1910), englische Ärztin
- Blackwell, Emily (1826–1910), US-amerikanische Ärztin für Gynäkologie und Frauenrechtlerin
- Blackwell, Henry Browne (1825–1909), US-amerikanischer Frauenrechtler und Gesellschaftsreformer
- Blackwell, James Edward (1925–2020), US-amerikanischer Soziologe
- Blackwell, Julius W., US-amerikanischer Politiker
- Blackwell, Kevin (* 1958), englischer Fußballspieler und -trainer
- Blackwell, Lucien E. (1931–2003), US-amerikanischer Politiker
- Blackwell, Marion (1887–1987), US-amerikanische Komponistin und Musikpädagogin
- Blackwell, Norman, Baron Blackwell (* 1952), britischer Politiker und Geschäftsmann
- Blackwell, Otis (1931–2002), US-amerikanischer Songwriter
- Blackwell, Richard (1922–2008), US-amerikanischer Modekritiker
- Blackwell, Scrapper (1903–1962), US-amerikanischer Blues-Gitarrist
- Blackwell, Simon (* 1966), britischer Drehbuchautor und Produzent
- Blackwell, Unita (1933–2019), US-amerikanische Aktivistin
- Blackwell, Willie „61“ (1905–1972), US-amerikanischer Country-Blues-Gitarrist, Pianist und Songwriter
- Blackwill, Robert (* 1939), US-amerikanischer Diplomat
- Blackwood, Algernon (1869–1951), englischer Autor, Esoteriker und TheosophAlgernon Blackwood (1869–1951)

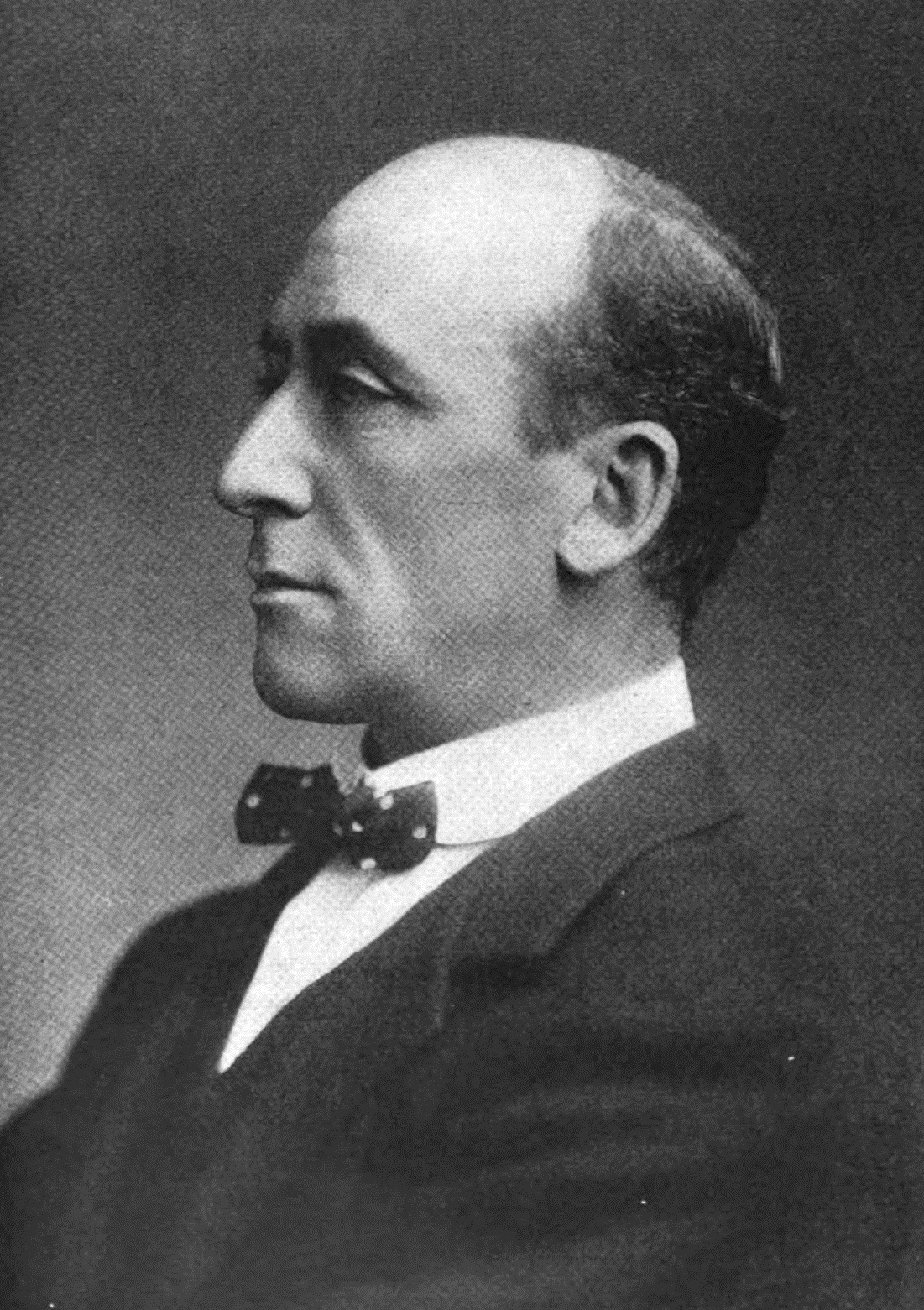
Algernon Blackwood (1869–1951)

- Blackwood, Caitlin (* 2000), britische Schauspielerin
- Blackwood, Caroline (1931–1996), britische Schriftstellerin, Journalistin und High Society-Lady
- Blackwood, Craig (* 1956), neuseeländischer Squashspieler
- Blackwood, Deneisha (* 1997), jamaikanische Fußballspielerin
- Blackwood, Easley (1903–1992), US-amerikanischer Bridgespieler und -funktionär
- Blackwood, Ian (* 1941), australischer Hindernis- und Langstreckenläufer
- Blackwood, Ibra Charles (1878–1936), Gouverneur von South Carolina
- Blackwood, John (1877–1913), schottischer Fußballspieler
- Blackwood, John (* 1935), schottischer Fußballspieler
- Blackwood, Mackenzie (* 1996), kanadischer Eishockeytorwart
- Blackwood, Margaret (1909–1986), australische Botanikerin, Genetikerin und Hochschullehrerin
- Blackwood, Michael (* 1976), jamaikanischer Leichtathlet
- Blackwood, Robyn (* 1958), neuseeländische Squashspielerin
- Blackwood, Sarah (* 1980), kanadische Singer-SongwriterinSarah Blackwood (* 1980)

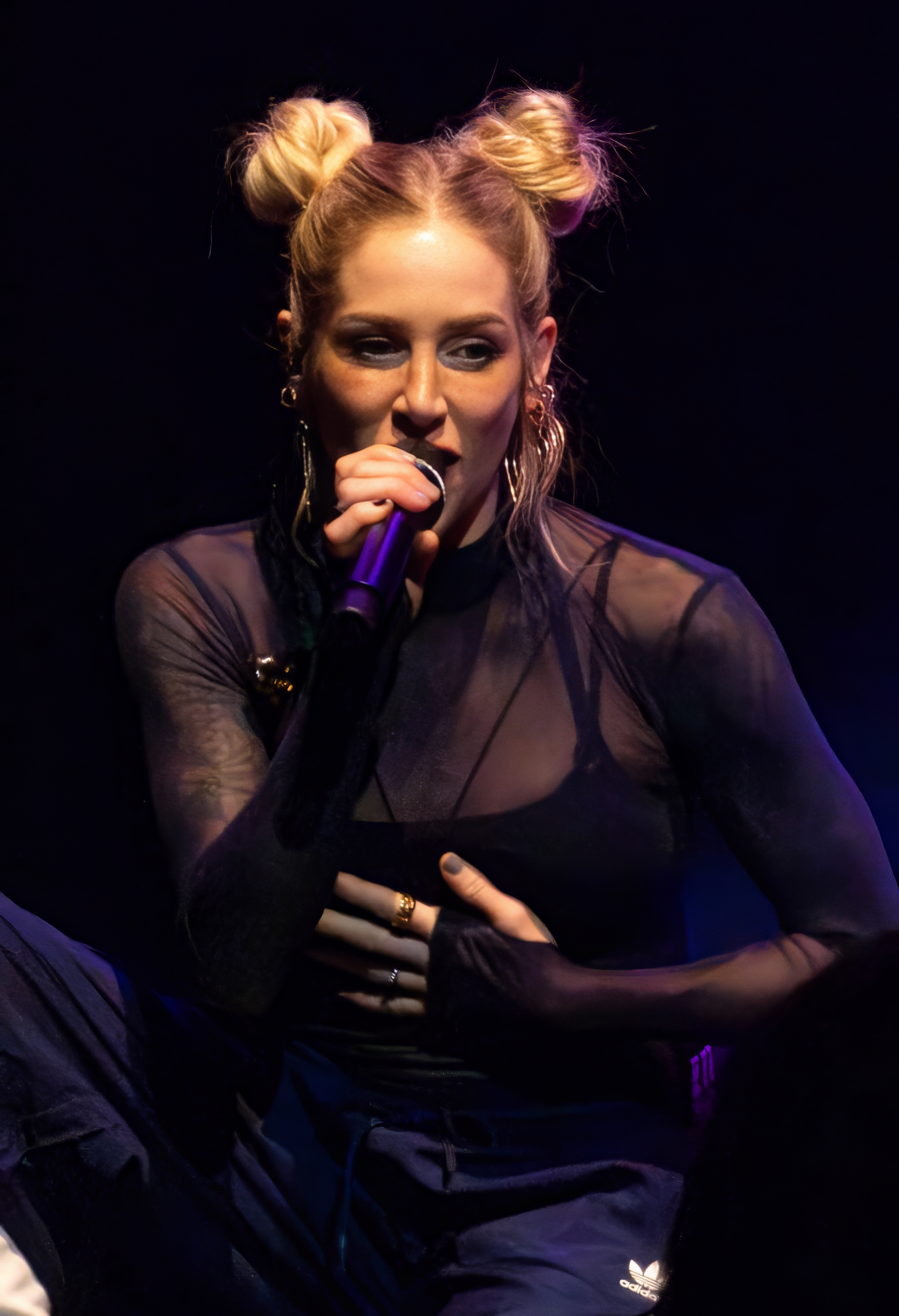
Sarah Blackwood (* 1980)

### Blacq
- Blacque, Taurean (1940–2022), US-amerikanischer Schauspieler

### Blacu
- Blacut, Ramiro (1944–2024), bolivianischer Fußballspieler und -trainer